# Các giải bóng đá chuyên nghiệp quốc gia
Các giải bóng đá chuyên nghiệp quốc gia Việt Nam là hệ thống các giải đấu bóng đá được VPF thành lập vào năm 2012, bao gồm V.League 1, V.League 2 và Cúp Quốc gia. Trung tâm hoạt động của hệ thống giải đấu này được đặt tại phường Mỹ Đình 1, quận Nam Từ Liêm, thủ đô Hà Nội.
Nhạc hiệu chung chính thức của các giải bóng đá chuyên nghiệp quốc gia Việt Nam (từ năm 2022) là Những bước chân của rồng (The Dragon Steps) do Hoàng Bách sản xuất kết hợp cùng SlimV và Vincent Nguyễn, cùng với khẩu hiệu chung chính thức (từ năm 2022) là Shine Together (Cùng nhau tỏa sáng).

## Lich sử
Hệ thống các giải bóng đá chuyên nghiệp quốc gia Việt Nam ra đời vào năm 2012 với sự xuất hiện của Super League (Giải Ngoại hạng), giải Hạng Nhất và Cúp Quốc gia. Các đội bóng tham dự những giải đấu này được gọi là các câu lạc bộ Ngoại hạng và Hạng Nhất tương ứng. Tuy nhiên, chỉ sau vài vòng đấu, Liên đoàn bóng đá Việt Nam đã yêu cầu VPF phải sử dụng lại tên gọi cũ V-League cho giải bóng đá vô địch quốc gia của mình. Sang mùa giải 2013, hệ thống được giữ ổn định như hiện tại.

## Hệ thống giải đấu

### Giải vô địch
Việc thăng hạng hay xuống hạng tùy thuộc vào số lượng câu lạc bộ bóng đá chuyên nghiệp ở mỗi giải đấu. Các đội bóng thi đấu vòng tròn hai lượt (sân nhà - sân khách) để tính điểm, xếp hạng. Được 3 điểm cho một trận thắng, 1 điểm cho một trận hòa và không có điểm nào khi thất bại. Vào cuối mùa giải, xếp hạng của các đội được dựa trên các tiêu chí sau đây theo thứ tự: tổng số điểm, hiệu số bàn thắng bại, số bàn thắng, số bàn thắng trên sân đối phương. Có thể có một trận thi đấu loại trực tiếp giữa một đội V.League 1 và một đội V.League 2 để xác định đội bóng được quyền tham dự V.League 1 năm sau.

## Các chủ tịch
- Từ năm 2012 đến nay: Võ Quốc Thắng.[5]

## Các câu lạc bộ tham dự mùa giải 2016
Bảng danh sách các câu lạc bộ bóng đá tham dự ở mùa giải 2016:
| V-League 1         | V-League 2            | Cúp quốc gia                                     |
| ------------------ | --------------------- | ------------------------------------------------ |
| Becamex Bình Dương | Thành phố Hồ Chí Minh | Bao gồm 24 câu lạc bộ ở V-League 1 và V-League 2 |
| Hà Nội             | Phú Yên               | Bao gồm 24 câu lạc bộ ở V-League 1 và V-League 2 |
| Đồng Tâm Long An   | Bình Phước            | Bao gồm 24 câu lạc bộ ở V-League 1 và V-League 2 |
| Đồng Tháp          | Nam Định              | Bao gồm 24 câu lạc bộ ở V-League 1 và V-League 2 |
| Hà Nội T&T         | Xi măng Fico Tây Ninh | Bao gồm 24 câu lạc bộ ở V-League 1 và V-League 2 |
| Hải Phòng          | Đắk Lắk               | Bao gồm 24 câu lạc bộ ở V-League 1 và V-League 2 |
| Hoàng Anh Gia Lai  | Đồng Nai              | Bao gồm 24 câu lạc bộ ở V-League 1 và V-League 2 |
| QNK Quảng Nam      | Huế                   | Bao gồm 24 câu lạc bộ ở V-League 1 và V-League 2 |
| Sanna Khánh Hòa    | Cà Mau                | Bao gồm 24 câu lạc bộ ở V-League 1 và V-League 2 |
| SHB Đà Nẵng        | Viettel S.C.          | Bao gồm 24 câu lạc bộ ở V-League 1 và V-League 2 |
| Sông Lam Nghệ An   |                       | Bao gồm 24 câu lạc bộ ở V-League 1 và V-League 2 |
| Than Quảng Ninh    |                       | Bao gồm 24 câu lạc bộ ở V-League 1 và V-League 2 |
| FLC Thanh Hóa      |                       | Bao gồm 24 câu lạc bộ ở V-League 1 và V-League 2 |
| XSKT Cần Thơ       |                       | Bao gồm 24 câu lạc bộ ở V-League 1 và V-League 2 |